# Kinh tế học chuẩn tắc
Kinh tế học chuẩn tắc (tiếng Anh: Normative economics) (trái ngược với kinh tế học thực chứng) là một phần của kinh tế học có mục tiêu là công bằng hoặc kết quả của nền kinh tế hoặc mục tiêu của chính sách công phải là. Kinh tế học chuẩn tắc chú ý tới sự đáng có của những mặt nhất định của nền kinh tế. Nó nhấn mạnh sự cần thiết có các chính sách kinh tế.
Các nhà kinh tế học thường thích phân biệt kinh tế học chuẩn tắc ("điều gì nên là" trong các vấn đề kinh tế) với kinh tế học thực chứng ("điều gì là"). Tuy nhiên, nhiều phán đoán (giá trị) quy chuẩn được đưa ra có điều kiện, sẽ được từ bỏ nếu sự kiện hoặc kiến thức về sự kiện thay đổi, do đó, sự thay đổi giá trị có thể hoàn toàn là khoa học. Mặt khác, nhà kinh tế học phúc lợi Amartya Sen tách biệt những phán đoán cơ bản (chuẩn tắc), những phán đoán không phụ thuộc vào kiến thức như vậy, với những phán đoán phi cơ bản. Ông cảm thấy thú vị khi lưu ý "không có phán đoán nào là cơ bản một cách rõ ràng" trong khi một số phán đoán giá trị có thể được chứng minh là không cơ bản. Điều này mở ra khả năng thảo luận khoa học hiệu quả về các phán đoán giá trị.
Kinh tế học thực chứng và chuẩn tắc thường được tổng hợp theo kiểu chủ nghĩa duy tâm thực tiễn. Trong bộ môn này, đôi khi được gọi là "nghệ thuật kinh tế học", kinh tế học chuẩn tắc được sử dụng như một công cụ thực tế để đạt được các mục tiêu chuẩn tắc, thường liên quan đến những thay đổi chính sách hoặc tình trạng của vấn đề.
Ví dụ về một báo cáo kinh tế chuẩn tắc như sau:
 Giá sữa phải là 6 đô la một gallon để mang lại cho những người nông dân chăn nuôi bò sữa mức sống cao hơn và để cứu trang trại của gia đình. 
Đây là một tuyên bố mang tính quy phạm, bởi vì nó phản ánh các phán đoán giá trị. Tuyên bố cụ thể này đưa ra nhận định rằng nông dân xứng đáng có mức sống cao hơn và các trang trại gia đình phải được cứu.
Kinh tế học chuẩn tắc tự dự đoán khi tối đa hóa cả tác nhân tiện ích xã hội và chính trị, được công nhận là "lợi ích tổng hợp".
Các lĩnh vực con của kinh tế học chuẩn tắc bao gồm lý thuyết lựa chọn xã hội, lý thuyết trò chơi hợp tác và thiết kế cơ chế.
Một số vấn đề kỹ thuật trước đó đặt ra trong kinh tế học phúc lợi và công lý đã được giải quyết đầy đủ để dành chỗ cho việc xem xét các đề xuất trong các lĩnh vực ứng dụng như phân bổ nguồn lực, chính sách công, chỉ số xã hội và đo lường sự bất bình đẳng và nghèo đói. 